# Nits Musicals de Guardiola de Berguedà
Les Nits Musicals de Guardiola de Berguedà és un festival de música clàssica de Guardiola de Berguedà iniciat el 1965. Amb més de mig segle de trajectòria, aquest festival de música clàssica se celebra el monestir de Sant Llorenç. El 2018 va rebre la Creu de Sant Jordi.